# オオカミくんはピアニスト
『オオカミくんはピアニスト』は、2005年に発売された石田真理の絵本。またそれを原作としたアニメーション映画化。

## ストーリー
オオカミくんはピアニスト。ひとりぼっちのオオカミくんはいつもぼんやりと空を眺めていた。
そんなオオカミくんにある日遠いところから手紙が届いた。
「オオカミくんへ、ぜひピアノをきかせて下さい」と。

## 書誌情報
- オオカミくんはピアニスト（2005年、新風舎）
- オオカミくんはピアニスト（2008年、文化出版局）

## アニメ映画
岩堀利樹プロデューサーの指揮の下、2007年に製作された日本のアニメーション映画。映画の製作はライツエンタテインメントが行い、アニメーション制作はSTUDIO 4℃が手掛けた。

### 概要
- 映画音楽の作曲・ピアノ演奏を天才ピアニスト兼作曲家であるFazil Say（ファジル・サイ）が担当し、運指からペダリングまで完璧にアニメーションがシンクロされている。
- 映画音楽のレコーディングは、ファジル・サイと岩堀利樹プロデューサーによって2006年11月にイスタンブールで行われた。
- サウンドデザインと音響コーディネーターは、映画『鉄コン筋クリート』のサウンドデザイン&監督コンビであるMitch Osias&マイケル・アリアスが手掛けた。
- カリスマファッションモデルの西山茉希（CanCam専属モデル）が、初の声優を務めている。
- 国際タイトルは"Wolfie the Pianist"であり、原則として日本での公開はないとされている。

### CAST
- オオカミくん：Fazil Say
- リスさん：西山茉希
- カモメさん：尾形雅宏
- 叫ぶヒツジ：市来光弘
- ヒツジさん：日髙のり子

### スタッフ
- 企画・脚本・プロデューサー（総監督） - 岩堀利樹
- 監督・絵コンテ・キャラクターデザイン・作画監督 - 清水保行
- 音楽（作曲・ピアノ演奏） - Fazil Say
- サウンドデザイン - Mitch Osias
- 音響コーディネーター - マイケル・アリアス
- CGI監督 - 淡輪雄介
- 色彩設計 - 伊東美由樹
- 美術監督 - 中村千恵子
- アニメーションプロデューサー - 山田国寿
- 音楽協力 - 梶本音楽事務所
- 音楽特別協力 - Wolfgang Mohr/Käch Artists & Promotion
- アニメーション制作 - STUDIO 4℃
- 製作 - ライツエンタテインメント

### 受賞
- 第62回エディンバラ国際映画祭 アニメーション部門ノミネート
- 第61回カンヌ国際映画祭 ショートフィルムコーナー
- 第40回シッチェス・カタロニア国際映画祭 アニメーション部門ノミネート（正式招待作品）
- 第30回クレルモンフェラン国際短編映画祭 シネモバイル・セレクション世界ベスト４作品
- 第23回ベルリン国際短編映画祭 国際コンペティション部門ノミネート
- 第30回ビッグ・マディ映画祭 アニメーション部門ノミネート
- 第17回フィラデルフィア映画祭 ショートフィルム部門ノミネート
- 第9回リオデジャネイロ国際短編映画祭 オフィシャル・セレクション
- 第9回マドリード国際アニメーション映画祭 オフィシャル・セレクション
- 第10回ベロオリゾンテ国際短編映画祭 オフィシャル・セレクション